# Dermatodon
Dermatodon là một chi rêu trong họ Pottiaceae.